# بيت موراي
بيت موراي (بالإنجليزية: Pete Murray)‏ هو مغني ومغن مؤلف أسترالي، ولد في 14 أكتوبر 1969 في بريزبان في أستراليا.

## وصلات خارجية
- بيت موراي على موقع ميوزك برينز (الإنجليزية)
- بيت موراي على موقع أول ميوزيك (الإنجليزية)
- بيت موراي على موقع ديسكوغز (الإنجليزية)